# Załącze (Wypnicha)
Załącze – część wsi Wypnicha w Polsce położona w województwie lubelskim, w powiecie lubartowskim, w gminie Michów. Należy do sołectwa Wypnicha.
W latach 1975–1998 miejscowość administracyjnie należała do województwa lubelskiego.